# Tanaka Alice
Tanaka Alice (Eigenschreibweise: TANAKA ALICE; * 30. Dezember 1996 in Japan) ist der Künstlername einer J-Pop-Sängerin mit R&B- und Hip-Hop-Einflüssen. Ihr bürgerlicher Name ist nicht bekannt. Sie begann ihre Karriere 2013, als sie bei der Plattenfirma Atlas Records ihren ersten Plattenvertrag Independent unterzeichnete.

## Leben und Karriere
Entdeckt wurde Tanaka Alice von Giorgio „13“ Cancemi, der unter anderem Hits wie Aitakute Aitakute und If von Kana Nishino produzierte und diese sich millionenfach legal downloaden ließen. Ihre Debütsingle Make Me Alright veröffentlichte sie am 9. Januar 2013 im digitalen Format, und ausschließlich debütierte sie nur in Japan. Das Lied wurde aufgenommen als sie 15 Jahre alt war; zum Zeitpunkt der Veröffentlichung war sie bereits 16. Beschrieben wird sie seither als Nerdy Girl und soll Abwechslung in die japanische Musikindustrie bringen. Die zweite digitale Single Chicks&Nerdz folgte im August, die dritte A Big Girl Don’t Cry im September des Jahres. Somit ließ die erste physische Veröffentlichung im CD-Format nicht lange auf sich warten und die erste EP Tokyo Girl folgte am 2. Oktober 2013. Der Erfolg blieb in der breiten Masse aus und sie verfehlte den Chart-Einstieg in die Oricon-Charts, konnte aber im USEN HIT Indies Ranking die Höchstplatzierung ergattern. Außerdem erreichte sie die Höchstplatzierung in den iTunes-Hip-Hop- und Rap-Charts.
Im Januar 2014 erschien die vierte Single Space Woman, dieses Mal jedoch ohne zugehörigem Musikvideo. Einen Monat später folgte die fünfte Single Bad Day, So What und im März eine weitere mit dem Titel Tokio. Mit Tokio erlangte sie erstmals größere Aufmerksamkeit; im Musikvideo spielte die japanische Komödiantin Naomi Watanabe mit. Mit diesen Singles warb sie für die folgende EP Tokyo Girl II – die am 2. April als Download und am 9. April des Jahres als CD veröffentlicht wurde. Während die Version wie die erste EP die Höchstplatzierung in den iTunes-Hip-Hop- und Rap-Charts erreichen konnte. Zum Ende des Jahres veröffentlichte sie am 17. Dezember eine kollaborative EP namens Girlz. Hierbei kollaborierte sie mit der japanischen Sängerin Ayuse Kozue und nahm zwei neue Titel mit ihr auf; außerdem nahmen beide jeweils einen weiteren Titel solo auf, wobei bei der Auswahl dieser zwei weiteren Lieder Tanaka von Ayuse einen Titel coverte und andersrum genauso. Abschließend zum Jahr 2014 wurde sie schließlich von iTunes Japan als New Artist 2014 (dt. neuer Künstler 2014) ausgezeichnet.
Seit 2015 wirbt sie für die Kosmetikmarke Lumine Est in Japan und bewirbt ihre Lieder mit den Werbungen dazu. Die siebte Single Party like U folgte am 1. Juli 2015 und ihr erstes Studioalbum unter neuer Plattenfirma Warner Music Japan erschien am 28. Oktober des Jahres. Das Studioalbum heißt Tokyo Candy und sicherte ihr mit #177 ihren ersten Einstieg in die Oricon-Charts.

## Diskografie

### Alben
| Jahr | Titel                  | Höchstplatzierung, Gesamtwochen, AuszeichnungChartsChartplatzierungen (Jahr, Titel, Platzierungen, Wochen, Auszeichnungen, Anmerkungen) | Anmerkungen                                             |
| Jahr | Titel                  | JP | Anmerkungen                                             |
| ---- | ---------------------- | --- | ------------------------------------------------------- |
| 2013 | Tokyo Girl             | — | Erstveröffentlichung: 2. Oktober 2013                   |
| 2014 | Tokyo Girl II          | — | Erstveröffentlichung: 9. April 2014                     |
| 2014 | Girlz                  | — | Erstveröffentlichung: 17. Dezember 2014 mit Ayuse Kozue |
| 2015 | Tokyo Candy            | JP177 (1 Wo.)JP | Erstveröffentlichung: 28. Oktober 2015                  |
| 2017 | Hello Hello            | — | Erstveröffentlichung: 7. Juli 2017                      |
| 2017 | Unmei (運命) Schicksal | — | Erstveröffentlichung: 7. Juli 2017                      |
| 2019 | Waiting for U          | — | Erstveröffentlichung: 5. Februar 2019                   |
| 2019 | Watch Out!             | — | Erstveröffentlichung: 2. April 2019                     |
| 2019 | Miss Summer            | — | Erstveröffentlichung: 9. Juli 2019                      |

### Singles
- 2013: Make Me Alright
- 2013: Chicks&Nerdz
- 2013: A Big Girl Don’t Cry
- 2014: Space Woman
- 2014: Bad Day, So What
- 2014: Tokio
- 2015: Party like U

## Lieder
Geordnet nach Veröffentlichung
1. Make Me Alright
2. Chiks&Nerdz
3. A Big Girl Don’t Cry
4. Like a Machoman
5. Tokyo Girl
6. Parade
7. Shout It!
8. Space Woman
9. Bad Day, So What
10. Tokio
11. T-Wave
12. First Love
13. Lovely Days
14. Nerdy Idol
15. Party like U
16. Don’t Stop
17. To My Ex
18. A Beautiful Girl
19. So Delish
20. Beep Beep
21. Tokyo Girl II
22. All My Love
23. Hello Hello
24. Kiss My A..
25. Kissin’ U
26. I Ain’t No Satisfied
27. Unmei (運命)
28. We Don’t Care What People Say
29. Walk This Way
30. Champion
31. Waiting for U
32. Tryin’ Hard
33. The Pirate Song
34. Watch Out!
35. Miss Summer
36. Dengen Off (電源)
37. Genie Genie
38. Miss Summer Pt.II

Cover
1. Zutto, (ずっと、) (original von Ayuse Kozue)

Kollaborationen
1. My World (mit Ayuse Kozue)
2. Non Non (mit Ayuse Kozue)
3. My Chain (mit Nerdhead und Kazmaniac)
4. Snap Your Fingers (mit Nerdhead und Kong)
5. Sukiyaki (mit Nerdhead)
6. Watch Out! (G13 Remix) (mit Alexxx)